# Позбавлення спеціального права
Позбавлення спеціального права, наданого даному громадянинові — основне адміністративне стягнення, яке накладається на громадян у разі грубого або систематичного порушення порядку користування цим правом. Громадян може бути позбавлено права керування транспортними засобами та права полювання; позбавлення права займатись іншою діяльністю, а так само права обіймати певні посади розглядається як окреме адміністративне стягнення.

## Застосування
Позбавлення права керування транспортними засобами накладається на громадян строком до трьох років за грубе або повторне порушення порядку користування цим правом або на строк до десяти років за систематичне порушення порядку користування цим правом (крім випадків вчинення нового правопорушення, за яке також призначений цей вид стягнення, до якого приєднується невідбута частина попереднього). Дане стягнення передбачено за ряд порушень Правил дорожнього руху, а також за ряд інших правопорушень, пов'язаних з керуванням транспортними засобами. В Кодексі України про адміністративні правопорушення стягнення може бути накладено за такі правопорушення (громадянин позбавляється права керування відповідними транспортними засобами; стягнення, як правило, зазначається як альтернативне):
- грубе порушення механізаторами правил технічної експлуатації сільськогосподарських машин і техніки безпеки (ст. 108) — до одного місяця;
- повторно вчинене порушення водієм правил керування транспортним засобом, правил користування ременями безпеки або мотошоломами (ч.4 ст. 121) — від трьох до шести місяців;
- повторне керування водієм  транспортним засобом, щодо якого порушено обмеження, встановлені Митним кодексом України (ч.9 ст. 121), — один рік;
- повторне керування або експлуатація транспортного засобу із незаконно встановленими номерними знаками окремих військових та правоохоронних органів або дипломатичних представництв, консульств та інших міжнародних організацій (ч.3 ст. 1213) — від трьох до шести місяців;
- порушення низки правил дорожнього руху, що призвели до створення аварійної обстановки (ч.5 ст. 122), — від півроку до одного року;
- невиконання вимог про зупинку (ч.1 ст. 1222) — від трьох до шести місяців;
- залишення місця ДТП (ст. 1224) — від одного до двох років;
- в'їзд на залізничний переїзд у випадках, коли рух через переїзд заборонено (ч.2 ст. 123), — від шести місяців до одного року
- в'їзд на залізничний переїзд особою, яка надає послуги з перевезення пасажирів або перевозить особливо небезпечні вантажі (ч.3 ст. 123), — від одного до трьох років;
- порушення правил дорожнього руху, що спричинило пошкодження транспортних засобів чи іншого майна (ст. 124), — від шести місяців до одного року;
- керування транспортним засобом особою, стосовно якої встановлено тимчасове обмеження у праві керування транспортними засобами (ч.3 ст. 126), — від трьох до шести місяців;
- повторне керування транспортним засобом особою, яка не має права керування таким транспортним засобом (а так само передача керування такій особі), особою, тимчасово обмеженою або позбавленою права керування транспортними засобами (ч.5 ст. 126), — від п'яти до семи років;
- керування транспортними засобами або суднами особами, які перебувають в стані сп'яніння (ч.1—3 ст. 130), — один рік за перше правопорушення, три роки за повторне, десять років за особливо повторне (якщо особу вже вдвічі було притягнуто до адміністративної відповідальності);
- вживання водієм наркотиків, алкоголю, лікарських засобів після ДТП або зупинки на вимогу поліцейського (ч.4 ст. 130) — три роки;
- керування водним транспортом у стані сп'яніння (ч.5 ст. 130) — від одного до трьох років;
- вживання особою, яка керувала водним транспортом, наркотиків, алкоголю, лікарських засобів після аварійної події або зупинки на вимогу поліцейського (ч.7 ст. 130) — три роки.

Відповідно до статті 221 КУпАП всі адміністративні правопорушення, за вчинення яких може бути позбавлено права керування ТЗ, підвідомчі суду (крім передбаченого ст. 108, яке підвідомчі органами Міністерства аграрної політики України), відповідно, накласти це стягнення може лише суд.
В разі винесення постанови про застосування даного заходу адміністративного стягнення вилучене посвідчення водія не повертається особі. Тимчасовий дозвіл на право керування транспортним засобом або судном діє до закінчення строків для подання скарги. Постанова про позбавлення права керування ТЗ виконується працівниками Національної поліції.
Позбавлення права керування транспортними засобами не може застосовуватися до осіб, які користуються ТЗ у зв'язку з інвалідністю, крім випадків невиконання вимог про зупинку, керування в стані сп'яніння або залишення місця ДТП.
Позбавлення права на полювання застосовується в разі порушення правил ведення мисливського господарства і мисливства (за грубе або систематичне порушення порядку користування цим правом) на строк до трьох років. Не може застосовуватися до осіб, для яких полювання — єдине джерело існування. В Кодексі України про адміністративні правопорушення дане стягнення може бути накладено лише за повторне порушення правил полювання або полювання, яке мало наслідком добування, знищення або поранення тварин (ч.2 ст. 85). Інших правопорушень, за які передбачено дане стягнення, немає. Справи про адміністративні правопорушення за цією частиною статті розглядаються судом.
Постанову зазначених органів виконує орган мисливського господарства, зазначений у ч.2 ст. 242. У правопорушника вилучається посвідчення мисливця.
Водії ТЗ, судноводії та порушники правил полювання вважаються позбавленими спеціального права з моменту винесення постанови про позбавлення. Якщо ці особи ухилялися від здачі документа, що посвідчує це право, строк позбавлення рахується з дня здачі або вилучення документа. Після закінчення призначеного строку позбавлення права повертаються особі в установленому порядку. Водіям повертається посвідчення водія після успішно зданих іспитів.